# Austin FX3
Der Austin FX3 war ein Taxi, das für den Einsatz in britischen Städten konzipiert war. Es wird oft London-Taxi genannt, war aber auch in anderen Städten in ganz Großbritannien eingesetzt. 
Der FX3 wurde mit einem obengesteuerten 2,2-l-R4-Ottomotor (aus dem Austin A70) und einer Ganzstahlkarosserie von Carbodies angeboten. Er wurde in den Jahren 1948–1958 gebaut. Der erste Prototyp des FX3 mit der Zulassungsnummer JXN 841 führte seine Versuchsfahrten zusammen mit dem FX2 mit der Zulassungsnummer JXN 842 durch. Später veranlassten nachträglich verfügbare Dieselmotoren von Perkins und Standard die Austin Motor Company, ihren eigenen Dieselmotor zu entwickeln, der 1956 erschien und langsam zur Standardmotorisierung des FX3 wurde. In den Jahren 1957 und 1958 entstanden eine Reihe von Versuchsfahrzeugen mit automatischem Getriebe, von denen allerdings nur zwei Stück überlebt haben.
Anders als andere London-Taxis hat der FX3 keine Beifahrertür (auf der linken Seite), sodass neben dem Fahrer ein freier Platz mit erhöhtem Fahrzeugboden bleibt, in dem eine Truhe oder ein anderes Gepäckstück abgestellt werden kann. Unterhalb befindet sich der Werkzeugkasten des Wagens. Der FX3 war sehr verbreitet; es wurden über 7000 Exemplare gebaut, meistens für den Einsatz in London, einige Hundert Stück gingen jedoch auch in andere britische Städte. Bald nach seiner Einführung 1948 dominierte er den Markt und wurde so ein typischer Vertreter des schwarzen London-Taxis.
1958 wurde der FX3 durch den FX4 ersetzt, die alten Taxis blieben danach jedoch noch viele Jahre im Einsatz. 1997 machte der FX4 für den TX1 Platz.
Der Austin FX3 wird immer noch von Sammlern und Enthusiasten der Londoner Taxiszene gepflegt. Viele Fahrzeuge wurden auch in die USA verschickt, um dort als Sammlerstücke, für Hobbyzwecke oder als Werbefahrzeug zu dienen.
Ein filmisches Denkmal setzte Regisseur Gerald Thomas dem FX3 mit der Komödie Ist ja irre – diese müden Taxifahrer.